# ガブリエル・ローズ
ガブリエル・ローズ（Gabrielle Rose,1954年-）はカナダ出身の女優である。
2009年、テレビドラマ『サンクチュアリ』での演技でレオ・アワードのゲスト女優賞を受賞した。

## 出演作品

### テレビドラマ
- ザ・コミッシュ The Commish (1992,1993) 計2話に出演
- Xファイル The X-files (1993,1994) 計2話に出演
- ミレニアム Millennium (1998,1999) 計2話に出演
- ヤング・スーパーマン Smallville (2001) シーズン1第2話「虫になった男」に出演
- ダークエンジェル Dark Angel (2002) 計5話に出演
- GALACTICA/ギャラクティカ Battlestar Galactica (2007) シーズン3第14話「父として 兵士として」に出演
- Lの世界 The L Word (2007,2008) 計2話に出演
- ユーリカ 〜事件です!カーター保安官〜 Eureka (2007,2008) 計2話に出演
- サンクチュアリ Sanctuary (2008) シーズン1第8話「エドワードの絵」に出演
- FRINGE/フリンジ Fringe (2010,2012) 計2話に出演
- End game〜天才バラガンの推理ゲーム〜 Endgame (2011) 第10話「ストライキの結末」に出演
- ワンス・アポン・ア・タイム Once Upon a Time (2011,2012,2014) 計3話に出演
- コンティニュアム Continuum (2014) 計2話に出演
- 高い城の男 (2016)
- Away -遠く離れて- Away (2020)

### 映画
- W/ダブル The Stepfather (1987)
- ファミリー・ビューイング Family Viewing (1987)
- スウィート ヒアアフター The Sweet Hereafter (1997)
- アメリカの森 レニーとの約束 Missing in America (2005)
- シスターズ Sisters (2006)
- ロストボーイ:ニューブラッド Lost Boys: The Tribe (2008)
- リピーターズ Repeaters (2010)
- イフ・アイ・ステイ 愛が還る場所 If I Stay (2014)